# Production I.G
Production I.G, Inc. (株式会社プロダクション・アイジー Kabushiki-gaisha Purodakushon Ai Jī?) es un estudio de animación japonés, fundado el 15 de diciembre de 1987 por Mitsuhisa Ishikawa y Takayuki Goto, actualmente propiedad de IG Port. Su sede se encuentra en Musashino (Tokio), Japón.
Production I. G. ha participado en la creación de numerosas series de televisión anime, OVAs, películas cinematográficas y participa en el diseño y desarrollo de videojuegos, así como en la edición y gestión de música. Entre sus obras más destacadas se encuentran Guilty Crown, Psycho-Pass, Eden of the East, Patlabor y la serie Ghost in the Shell. Es conocido en la industria de los videojuegos por desarrollar intros, escenas de corte e ilustraciones para juegos como el título del estudio Namco Tales Studio, Tales of Symphonia.
Las letras I y G se derivan de los nombres de los fundadores de la compañía, Mitsuhisa Ishikawa y el popular diseñador de personajes Takayuki Goto. La compañía es miembro de la Asociación de Animaciones Japonesas (AJA), una asociación de más de 50 estudios de animación japoneses.

## Historia
Inicialmente fundada como IG Tatsunoko Limited en 1987, una filial de Tatsunoko Productions que creó Zillion. Mitsuhisa Ishikawa, productor de Zillion, fundó el estudio para la dispersión de los excelentes empleados de la sucursal de Tatsunoko. Los miembros del anexo de Tatsunoko, liderado por Takayuki Goto, se unió a la rama Tatsunoko de Ishikawa que usaba el mismo piso del anexo de Goto, este último era también el diseñador de personajes de Zillion. Kyoto Animation, uno de los creadores de Zillion, apoyó a Ishikawa y "IG Tatsunoko Limited" fue fundado el 15 de diciembre de 1987. El "IG" se llamaba así por las iniciales de Ishikawa y Goto. Los primeros accionistas del estudio eran Ishikawa, Goto, Hideaki Hatta (de Kyoto Animation) y Tatsunoko Production.
Entre las primeras obras más notables de Production I. G. destaca la adaptación anime cinematográfica de largometraje de la historia de Patlabor, creada por el grupo HEADGEAR. En 1993, durante las etapas finales de la producción de Patlabor 2, la empresa terminó su relación de capital con Tatsunoko Production, que poseía el 20% de las acciones de I. G. y cambió su nombre al actual Production I.G. en septiembre de 1993. Así, la película Patlabor 2, estrenada en agosto de 1993, se convirtió en el último producto con el nombre de "IG Tatsunoko".
A principios de 1997, Kōichi Mashimo, un empleado de Tatsunoko presentó una idea suya al Presidente Ishikawa. Mashimo había concebido la idea de un pequeño estudio que pudiera trabajar en pequeñas producciones y "nutrir" el espíritu creativo de sus colaboradores. A Ishikawa le gustó la idea y patrocinó el emprendimiento de Mashimo y se formó el estudio Bee Train Animation Inc. como empresa subsidiaria. Production I.G. e Ishikawa ayudaron a supervisar y producir las primeras producciones como PoPoLoCrois Monogatari, Wild Arms: Twilight Venom y Arc the Lad. Junto con XEBEC fue la segunda empresa filial de I. G.
En 2006, Bee Train se independizó y Ishikawa renunció como ejecutivo de la empresa. Los dos estudios se unirían de nuevo en 2008 para trabajar en Blade of the Immortal y Batman: Gotham Knight, y de nuevo en 2010 para Halo Legends.

En 1998, la compañía se constituyó como "Production I.G., Inc." y posteriormente, Production I.G. se fusionó con"ING", otra productora fundada por el mismo Mitsuhisa Ishikawa, en el año 2000. En una sesión de preguntas y respuestas, dijo Ishikawa:
"El [I.G] representa dos palabras, itsumo (siempre) y genki (feliz); deberías preguntar ¿es eso cierto?, en realidad proviene de Ishikawa, y el nombre de mi artista colaborador Takayuki Goto, las iniciales de nuestros apellidos. Pero ahora, aunque soy el único presidente, mantuvimos el nombre. Pero me alegra decir que significa Itsumo Genki."
La compañía ha hecho incursiones en Hollywood en forma de homenajes visuales desde la exitosa película de ciencia ficción dirigida por los Wachowskis, The Matrix, y creando la secuencia animada en Kill Bill Volumen 1 de Quentin Tarantino. En 2003, Production I.G. colaboró con Cartoon Network en la producción de 25 minutos (cinco episodios de cinco minutos cada uno) "mini-series" Immortal Grand Prix, que luego se convertiría en una serie completa de 26 episodios completos de treinta minutos en 2005.
El 4 de julio de 2007, la compañía anunció la fusión con Mag Garden, formando un nuevo holding llamado IG Port.

## Filmografía

### Anime

#### Series de televisión
| Año  | Título                                                  | Director(es)                         | Fecha de primera transmisión | Fecha de última transmisión | Eps. | Notas | Refs.                       |
| ---- | ------------------------------------------------------- | ------------------------------------ | ---------------------------- | --------------------------- | ---- | --- | --------------------------- |
| 1994 | Blue Seed                                               | Jun Kamiya                           | 5 de octubre de 1994         | 29 de marzo de 1995         | 26   | Adaptación del manga escrito e ilustrado por Yuzo Takada. Coproducción junto a Production Reed.                                | [ 8 ]                       |
| 1998 | Popolocrois Monogatari                                  | Kōichi Mashimo                       | 4 de octubre de 1998         | 28 de marzo de 1999         | 25   | Adaptación del manga escrito e ilustrado por Yohsuke Tamori. Coproducción junto a Bee Train.                                   |                             |
| 2000 | Medabots Damashii                                       | Masatsugu Arakawa                    | 7 de julio de 2000           | 30 de marzo de 2001         | 39   | Adaptación del videojuego desarrollado por Imagineer. Coproducción junto a Trans Arts.                                         |                             |
| 2001 | PaRappa the Rapper                                      | Hiroaki Sakurai                      | 14 de abril de 2001          | 11 de enero de 2002         | 30   | Adaptación del videojuego desarrollado por NanaOn-Sha y Sony. Coproducción junto a J.C.Staff.                                  |                             |
| 2001 | Vampiyan Kids                                           | Masatsugu Arakawa Toyokazu Sakai     | 13 de octubre de 2001        | 30 de marzo de 2002         | 26   | Historia original. | [ 9 ]                       |
| 2002 | Ghost in the Shell: Stand Alone Complex                 | Kenji Kamiyama                       | 1 de octubre de 2002         | 1 de octubre de 2003        | 26   | Adaptación del manga escrito e ilustrado por Masamune Shirow.                                                                  |                             |
| 2003 | Sakigake!! Cromartie Koukou                             | Hiroaki Sakurai                      | 2 de octubre de 2003         | 25 de marzo de 2004         | 26   | Adaptación del manga escrito e ilustrado por Eiji Nonaka.                                                                      | [ 10 ]                      |
| 2004 | Otogizoushi                                             | Mizuho Nishikubo                     | 6 de julio de 2004           | 29 de marzo de 2005         | 26   | Historia original. |                             |
| 2004 | Fūjin Monogatari                                        | Junji Nishimura                      | 11 de septiembre de 2004     | 26 de febrero de 2005       | 13   | Historia original. |                             |
| 2005 | Blood+                                                  | Junichi Fujisaku                     | 8 de octubre de 2005         | 23 de septiembre de 2006    | 50   | Historia original. |                             |
| 2005 | Immortal Grand Prix                                     | Mitsuru Hongo                        | 5 de noviembre de 2005       | 26 de agosto de 2006        | 26   | Historia original. Coproducción junto a Bee Train.                                                                             |                             |
| 2006 | ×××HOLiC                                                | Tsutomu Mizushima                    | 6 de abril de 2006           | 28 de septiembre de 2006    | 24   | Adaptación del manga escrito e ilustrado por CLAMP.                                                                            | [ 11 ] [ 12 ]               |
| 2006 | Le Chevalier D'Eon                                      | Kazuhiro Furuhashi                   | 19 de agosto de 2006         | 2 de febrero de 2007        | 24   | Historia original. | [ 13 ]                      |
| 2007 | Reideen                                                 | Mitsuru Hongo                        | 3 de marzo de 2007           | 1 de septiembre de 2007     | 26   | Historia original. |                             |
| 2007 | Seirei no Moribito                                      | Kenji Kamiyama                       | 7 de abril de 2007           | 29 de septiembre de 2007    | 26   | Adaptación de la novela escrita por Nahoko Uehashi.                                                                            |                             |
| 2007 | Ghost Hound                                             | Ryūtarō Nakamura                     | 18 de octubre de 2007        | 13 de marzo de 2008         | 22   | Historia original. | [ 14 ]                      |
| 2008 | xxxHOLiC◆Kei                                            | Tsutomu Mizushima                    | 3 de abril de 2008           | 26 de junio de 2008         | 13   | Secuela de ×××HOLiC. | [ 15 ]                      |
| 2008 | Real Drive                                              | Kazuhiro Furuhashi                   | 8 de abril de 2008           | 1 de octubre de 2008        | 26   | Historia original. |                             |
| 2008 | Toshokan Sensō                                          | Takayuki Hamana                      | 10 de abril de 2008          | 26 de junio de 2008         | 12   | Adaptación de las novelas ligeras escritas por Hiro Arikawa e ilustradas por Sukumo Adabana.                                   | [ 16 ]                      |
| 2008 | World Destruction: Sekai Bokumetsu no Rokunin           | Shunsuke Tada                        | 7 de julio de 2008           | 30 de septiembre de 2008    | 13   | Adaptación del videojuego desarrollado por Imageepoch.                                                                         |                             |
| 2009 | Kemono no Sōja Erin                                     | Takayuki Hamana                      | 10 de enero de 2009          | 26 de diciembre de 2009     | 50   | Adaptación de las novelas ligeras escritas por Nahoko Uehashi e ilustradas por Itoe Takemoto. Coproducción junto a Trans Arts. |                             |
| 2009 | Sengoku Basara                                          | Itsuro Kawasaki                      | 2 de abril de 2009           | 18 de junio de 2009         | 12   | Adaptación del videojuego desarrollado por Capcom.                                                                             |                             |
| 2009 | Higashi no Eden                                         | Kenji Kamiyama                       | 9 de abril de 2009           | 18 de junio de 2009         | 11   | Historia original. |                             |
| 2009 | Kimi ni Todoke                                          | Hiro Kaburaki                        | 6 de octubre de 2009         | 30 de marzo de 2010         | 25   | Adaptación del manga escrito e ilustrado por Karuho Shiina.                                                                    |                             |
| 2010 | Sengoku Basara Ni                                       | Kazuya Nomura                        | 11 de julio de 2010          | 26 de septiembre de 2010    | 12   | Secuela de Sengoku Basara. |                             |
| 2011 | Kimi ni Todoke 2nd Season                               | Hiro Kaburaki                        | 12 de enero de 2011          | 30 de marzo de 2011         | 13   | Secuela de Kimi ni Todoke. |                             |
| 2011 | Yondemasu Yo, Azazel-san                                | Tsutomu Mizushima                    | 8 de abril de 2011           | 1 de julio de 2011          | 13   | Adaptación del manga escrito e ilustrado por Yasuhisa Kubo.                                                                    |                             |
| 2011 | Moshidora                                               | Takayuki Hamana                      | 25 de abril de 2011          | 6 de maro de 2011           | 10   | Adaptación de la novela escrita por Natsumi Iwasaki e ilustrada por Yukiusagi y Bamboo.                                        |                             |
| 2011 | Blood-C                                                 | Tsutomu Mizushima                    | 8 de julio de 2011           | 30 de septiembre de 2011    | 12   | Historia original. |                             |
| 2011 | Usagi Drop                                              | Kanta Kamei                          | 8 de julio de 2011           | 16 de septiembre de 2011    | 11   | Adaptación del manga escrito e ilustrado por Yumi Unita.                                                                       |                             |
| 2011 | Guilty Crown                                            | Tetsurō Araki                        | 14 de octubre de 2011        | 23 de marzo de 2012         | 22   | Historia original. | [ 17 ]                      |
| 2012 | Shin Tennis no Ouji-sama                                | Takayuki Hamana                      | 5 de enero de 2012           | 29 de marzo de 2012         | 13   | Adaptación del manga escrito e ilustrado por Takeshi Konomi. Coproducción junto a M.S.C.                                       |                             |
| 2012 | Kuroko no Basket                                        | Shunsuke Tada                        | 7 de abril de 2012           | 29 de septiembre de 2012    | 25   | Adaptación del manga escrito e ilustrado por Tadatoshi Fujimaki.                                                               | [ 18 ]                      |
| 2012 | Shining Hearts: Shiawase no Pan                         | Itsuro Kawasaki                      | 13 de abril de 2012          | 28 de junio de 2012         | 12   | Adaptación del videojuego desarrollado por Studio Saizensen.                                                                   |                             |
| 2012 | Psycho-Pass                                             | Naoyoshi Shiotani Katsuyuki Motohiro | 12 de octubre de 2012        | 22 de marzo de 2013         | 22   | Historia original. | [ 19 ]                      |
| 2012 | Robotics;Notes                                          | Kazuya Nomura                        | 12 de octubre de 2012        | 22 de marzo de 2013         | 22   | Adaptación del videojuego desarrollado por Chiyomaru Shikura.                                                                  |                             |
| 2013 | Yondemasu Yo, Azazel-san Z                              | Tsutomu Mizushima                    | 26 de marzo de 2013          | 30 de junio de 2013         | 13   | Secuela de Yondemasu Yo, Azazel-san.                                                                                           |                             |
| 2013 | Suisei no Gargantia                                     | Kazuya Murata                        | 7 de abril de 2013           | 30 de junio de 2013         | 13   | Historia original. | [ 20 ]                      |
| 2013 | Genshiken Nidaime                                       | Tsutomu Mizushima                    | 7 de julio de 2013           | 29 de septiembre de 2013    | 13   | Secuela de Genshiken 2. |                             |
| 2013 | Daiya no Ace                                            | Mitsuyuki Masuhara                   | 6 de octubre de 2013         | 29 de marzo de 2015         | 75   | Adaptación del manga escrito e ilustrado por Yuji Terajima. Coproducción junto a Madhouse.                                     | [ 21 ]                      |
| 2013 | Kuroko no Basket 2nd Season                             | Shunsuke Tada                        | 5 de octubre de 2013         | 29 de marzo de 2014         | 25   | Secuela de Kuroko no Basket.                                                                                                   |                             |
| 2014 | Break Blade                                             | Nobuyoshi Habara                     | 6 de abril de 2014           | 22 de junio de 2014         | 12   | Adaptación del manga escrito e ilustrado por Yunosuke Yoshinaga. Coproducción junto a XEBEC.                                   | [ 22 ]                      |
| 2014 | Haikyū!!                                                | Susumu Mitsunaka                     | 6 de abril de 2014           | 21 de septiembre de 2014    | 25   | Adaptación del manga escrito e ilustrado por Haruichi Furudate.                                                                | [ 23 ]                      |
| 2014 | Ao Haru Ride                                            | Ai Yoshimura                         | 8 de julio de 2014           | 23 de septiembre de 2014    | 12   | Adaptación del manga escrito e ilustrado por Io Sakisaka.                                                                      | [ 24 ]                      |
| 2014 | Psycho-Pass 2                                           | Naoyoshi Shiotani Kiyotaka Suzuki    | 9 de octubre de 2014         | 19 de diciembre de 2014     | 11   | Secuela de Psycho-Pass. |                             |
| 2015 | Junketsu no Maria                                       | Gorō Taniguchi                       | 11 de enero de 2015          | 29 de marzo de 2015         | 12   | Adaptación del manga escrito e ilustrado por Masayuki Ishikawa.                                                                | [ 25 ]                      |
| 2015 | Kuroko no Basket 3rd Season                             | Shunsuke Tada                        | 11 de enero de 2015          | 30 de junio de 2015         | 25   | Secuela de Kuroko no Basket 2nd Season.                                                                                        |                             |
| 2015 | Ghost in the Shell: Arise – Alternative Architecture    | Kenji Kamiyama                       | 5 de abril de 2015           | 14 de junio de 2015         | 10   | Adaptación del manga escrito e ilustrado por Masayuki Ishikawa.                                                                |                             |
| 2015 | Daiya no Ace: Second Season                             | Mitsuyuki Masuhara                   | 6 de abril de 2015           | 28 de marzo de 2016         | 51   | Secuela de Daiya no Ace. Coproducción junto a Madhouse.                                                                        |                             |
| 2015 | Pikaia!                                                 | Daiki Tomiyasu                       | 29 de abril de 2015          | 30 de julio de 2015         | 13   | Historia original. Coproducción junto a OLM.                                                                                   | [ 26 ]                      |
| 2015 | Shingeki! Kyojin Chūgakkō                               | Yoshihide Ibata                      | 4 de octubre de 2015         | 20 de diciembre de 2015     | 12   | Adaptación del manga escrito e ilustrado por Saki Nakagawa.                                                                    |                             |
| 2015 | Haikyū!! Second Season                                  | Susumu Mitsunaka                     | 3 de octubre de 2015         | 26 de marzo de 2016         | 25   | Secuela de Haikyū!!. | [ 27 ]                      |
| 2016 | Joker Game                                              | Kazuya Nomura                        | 5 de abril de 2016           | 21 de junio de 2016         | 12   | Adaptación de las novelas ligeras escritas por Kōji Yanagi.                                                                    | [ 28 ]                      |
| 2016 | Haikyū!! Karasuno Kōkō VS Shiratorizawa Gakuen Kōkō     | Susumu Mitsunaka                     | 8 de octubre de 2016         | 10 de diciembre de 2016     | 10   | Secuela de Haikyū!! Second Season.                                                                                             |                             |
| 2017 | Atom: The Beginning                                     | Katsuyuki Motohiro Tatsuo Satō       | 15 de abril de 2017          | 8 de julio de 2017          | 12   | Adaptación del manga escrito e ilustrado por Osamu Tezuka. Coproducción junto a OLM y Signal.MD.                               |                             |
| 2017 | Ballroom e Yōkoso                                       | Yoshimi Itazu                        | 8 de julio de 2017           | 16 de diciembre de 2017     | 24   | Adaptación del manga escrito e ilustrado por Tomo Takeuchi.                                                                    | [ 29 ]                      |
| 2017 | Mahōjin Guru Guru                                       | Hiroshi Ikehata                      | 11 de julio de 2017          | 20 de diciembre de 2017     | 24   | Adaptación del manga escrito e ilustrado por Hiroyuki Etō.                                                                     |                             |
| 2018 | The Legend of the Galactic Heroes: Die Neue These Kaikō | Shunsuke Tada                        | 3 de abril de 2018           | 26 de junio de 2018         | 12   | Adaptación de la novela escrita por Yoshiki Tanaka.                                                                            |                             |
| 2018 | Kekkero Ke                                              | Yuu Saitô                            | 5 de abril de 2018           | 28 de junio de 2018         | 13   | Historia original. |                             |
| 2018 | Kaze ga Tsuyoku Fuiteiru                                | Kazuya Nomura                        | 2 de octubre de 2018         | 26 de marzo de 2019         | 23   | Adaptación de la novela escrita por Shion Miura.                                                                               | [ 30 ]                      |
| 2019 | Bem                                                     | Yoshinori Odaka                      | 15 de julio de 2019          | 14 de octubre de 2019       | 12   | Historia original. | [ 31 ]                      |
| 2019 | Kabukichō Sherlock                                      | Ai Yoshimura                         | 11 de octubre de 2019        | 27 de marzo de 2020         | 24   | Historia original. |                             |
| 2019 | Psycho-Pass 3                                           | Naoyoshi Shiotani                    | 24 de octubre de 2019        | 12 de diciembre de 2019     | 8    | Secuela de Psycho-Pass: Sinners of the System Case.3 - Onshuu no Kanata ni＿＿.                                                |                             |
| 2020 | Haikyū!! To the Top                                     | Susumu Mitsunaka                     | 11 de enero de 2020          | 4 de abril de 2020          | 13   | Secuela de Haikyū!! Riku vs. Kuu.                                                                                              |                             |
| 2020 | Haikyū!! To the Top Part 2                              | Susumu Mitsunaka                     | 3 de octubre de 2020         | 19 de diciembre de 2020     | 12   | Secuela de Haikyū!! To the Top.                                                                                                |                             |
| 2020 | Noblesse                                                | Shunsuke Tada Yasutaka Yamamoto      | 7 de octubre de 2020         | 30 de diciembre de 2020     | 13   | Adaptación del manhwa escrito por Son Jae-Ho e ilustrado por Lee Gwang-Su.                                                     | [ 32 ]                      |
| 2020 | Yūkoku no Moriarty                                      | Kazuya Nomura                        | 11 de octubre de 2020        | 20 de diciembre de 2020     | 11   | Adaptación del manga escrito por Ryōsuke Takeuchi e ilustrado por Hikaru Miyoshi.                                              | [ 33 ]                      |
| 2021 | Yūkoku no Moriarty Part2                                | Kazuya Nomura                        | 4 de abril de 2021           | 27 de junio de 2021         | 13   | Secuela de Yūkoku no Moriarty.                                                                                                 | [ 34 ]                      |
| 2021 | Fena: Pirate Princess                                   | Kazuto Nakazawa                      | 3 de octubre de 2021         | 19 de diciembre de 2021     | 12   | Historia original. | [ 35 ]                      |
| 2022 | Aoashi                                                  | Akira Satō                           | 9 de abril de 2022           | 24 de septiembre de 2022    | 24   | Adaptación del manga escrito e ilustrado por Yūgo Kobayashi.                                                                   | [ 36 ]                      |
| 2023 | Tengoku Daimakyō                                        | Hirotaka Mori                        | 1 de abril de 2023           | 24 de julio de 2023         | 13   | Adaptación del manga escrito e ilustrado por Masakazu Ishiguro.                                                                | [ 37 ] [ 38 ]               |
| 2023 | FLCL: Shoegaze                                          | Yutaka Uemura                        | 1 de octubre de 2023         | 15 de octubre de 2023       | 3    | Quinta temporada de FLCL. Coproducción junto a NUT.                                                                            | [ 39 ]                      |
| 2024 | Shinkalion: Change the World                            | Kenichiro Komaya                     | 7 de abril de 2024           | 2 de febrero de 2025        | 39   | Basada en la franquicia de juguetes de Takara Tomy. Coproducción junto a Signal.MD.                                            | [ 40 ] [ 41 ]               |
| 2024 | Kaiju No. 8                                             | Shigeyuki Miya Tomomi Kamiya         | 13 de abril de 2024          | 29 de junio de 2024         | 12   | Adaptación del manga escrito e ilustrado por Naoya Matsumoto.                                                                  | [ 42 ] [ 43 ] [ 44 ] [ 45 ] |
| 2024 | Kinnikuman: Kanpeki Chōjin Shiso-hen                    | Akira Satō                           | 7 de julio de 2024           | 22 de septiembre de 2024    | 12   | Secuela de Kinnikuman: Kinnikusei Oui Sōdatsu-hen.                                                                             | [ 46 ] [ 47 ]               |
| 2025 | Kinnikuman: Kanpeki Chōjin Shiso-hen Season 2           | Akira Satō                           | 12 de enero de 2025          | 30 de marzo de 2025         | 11   | Secuela de Kinnikuman: Kanpeki Chōjin Shiso-hen.                                                                               | [ 48 ]                      |
| 2025 | Kaiju No. 8 2nd Season                                  | Shigeyuki Miya                       | 19 de julio de 2025          | —                           | 11   | Secuela de Kaiju No. 8. | [ 49 ] [ 50 ] [ 51 ]        |
| —    | Rilakkuma                                               | —                                    | —                            | —                           | —    | Basada en el personaje ficticio producido por la compañía japonesa San-X.                                                      | [ 52 ]                      |

#### Películas
| Año  | Título                                                                   | Director(es)                       | Duración | Notas | Refs.  |
| ---- | ------------------------------------------------------------------------ | ---------------------------------- | -------- | --- | ------ |
| 1989 | Kidō Keisatsu Patlabor the Movie                                         | Mamoru Oshii                       | 99m      | Historia original. Coproducción junto a Studio DEEN.                                                               | [ 53 ] |
| 1990 | Tistou Midori no Oyayubi                                                 | Yuji Tanno                         | 74m      | Historia original.                                                                                                 |        |
| 1990 | Little Polar Bear: Shirokuma-kun, Doko e?                                | Shinya Sadamitsu                   | 30m      | Historia original. Coproducción junto a animate Film.                                                              |        |
| 1990 | "Eiji"                                                                   | Mizuho Nishikubo                   | 48m      | Adaptación del manga escrito e ilustrado por Hisashi Eguchi. Coproducción junto a animate Film.                    | [ 53 ] |
| 1992 | Kaze no Tairiku                                                          | Kōichi Mashimo                     | 55m      | Adaptación de las novelas ligeras escritas por Sei Takekawa e ilustradas por Mutsumi Inomata.                      |        |
| 1993 | Kidō Keisatsu Patlabor 2 the Movie                                       | Mamoru Oshii                       | 113m     | Secuela de Kidō Keisatsu Patlabor the Movie.                                                                       | [ 53 ] |
| 1995 | Boku no Chikyuu wo Mamotte: Alice kara, Rin-kun e                        | Kazuo Yamazaki                     | 98m      | Adaptación del manga escrito e ilustrado por Saki Hiwatari.                                                        |        |
| 1995 | Ghost in the Shell                                                       | Mamoru Oshii                       | 82m      | Adaptación del manga escrito e ilustrado por Masamune Shirow.                                                      |        |
| 1996 | G.R.M.                                                                   | Mamoru Oshii                       | 14m      | Historia original.                                                                                                 |        |
| 1997 | Neon Genesis Evangelion: Death & Rebirth                                 | Hideaki Anno Kazuya Tsurumaki      | 104m     | Historia original. Coproducción junto a Gainax.                                                                    | [ 53 ] |
| 1997 | Neon Genesis Evangelion: The End of Evangelion                           | Kazuya Tsurumaki Hideaki Anno      | 86m      | Secuela de Neon Genesis Evangelion. Coproducción junto a Gainax.                                                   |        |
| 1999 | Akihabara Dennou-gumi: 2011-nen no Natsuyasumi                           | Hiroaki Sakurai Yoshitaka Fujimoto | 60m      | Historia original.                                                                                                 |        |
| 2000 | Jin-Rou                                                                  | Hiroyuki Okiura                    | 102m     | Adaptación del manga escrito por Mamoru Oshii e ilustrado por Kamui Fujiwara.                                      | [ 53 ] |
| 2000 | Blood: The Last Vampire                                                  | Hiroyuki Kitakubo                  | 48m      | Historia original.                                                                                                 |        |
| 2001 | Sakura Taisen: Katsudou Shashin                                          | Mitsuru Hongo                      | 85m      | Adaptación del videojuego desarrollado por Red Entertainment.                                                      |        |
| 2002 | MiniPato                                                                 | Kenji Kamiyama                     | 36m      | Historia original.                                                                                                 |        |
| 2004 | Dead Leaves                                                              | Hiroyuki Imaishi                   | 52m      | Historia original.                                                                                                 | [ 53 ] |
| 2004 | Ghost in the Shell 2: Innocence                                          | Mamoru Oshii                       | 99m      | Secuela de Ghost in the Shell.                                                                                     |        |
| 2005 | Shin Tennis no Ouji-sama Movie 1: Futari no Samurai - The First Game     | Takayuki Hamana                    | 65m      | Adaptación del manga escrito e ilustrado por Takeshi Konomi.                                                       | [ 53 ] |
| 2005 | Tsubasa Chronicle: Tori Kago no Kuni no Himegimi                         | Itsuro Kawasaki                    | 35m      | Adaptación del manga escrito e ilustrado por CLAMP.                                                                |        |
| 2005 | ×××HOLiC Movie: Manatsu no Yoru no Yume                                  | Tsutomu Mizushima                  | 60m      | Adaptación del manga escrito e ilustrado por CLAMP.                                                                |        |
| 2006 | Tachiguishi Retsuden                                                     | Mamoru Oshii                       | 104m     | Historia original.                                                                                                 |        |
| 2008 | Ghost in the Shell 2.0                                                   | Mamoru Oshii                       | 83m      | Adaptación del manga escrito e ilustrado por Masamune Shirow.                                                      |        |
| 2008 | The Sky Crawlers                                                         | Mamoru Oshii                       | 122m     | Adaptación de la novela escrita por Hiroshi Mori.                                                                  |        |
| 2009 | Chocolate Underground: Bokura no Chocolate Sensou                        | Takayuki Hamana                    | 87m      | Adaptación de la novela escrita por Alex Shearer. Coproducción junto a Trans Arts.                                 | [ 53 ] |
| 2009 | Miyamoto Musashi: Souken ni Haseru Yume                                  | Mamoru Oshii                       | 72m      | Historia original.                                                                                                 |        |
| 2009 | Hottarake no Shima: Haruka to Mahou no Kagami                            | Shinsuke Satō                      | 98m      | Historia original. Coproducción junto a Polygon Pictures.                                                          |        |
| 2009 | Higashi no Eden: Air Communication                                       | Kenji Kamiyama                     | 123m     | Reedición de los 11 episodios de la serie Higashi no Eden.                                                         |        |
| 2009 | Tales of Vesperia: The First Strike                                      | Kanta Kamei                        | 110m     | Adaptación del videojuego desarrollado por Namco Tales Studio.                                                     |        |
| 2009 | Higashi no Eden Movie I: The King of Eden                                | Kenji Kamiyama                     | 82m      | Secuela de Higashi no Eden.                                                                                        |        |
| 2010 | Higashi no Eden Movie II: Paradise Lost                                  | Kenji Kamiyama                     | 92m      | Secuela de Higashi no Eden Movie I: The King of Eden.                                                              |        |
| 2010 | "Bungaku Shōjo" Movie                                                    | Shunsuke Tada                      | 100m     | Secuela de "Bungaku Shōjo" Memoire.                                                                                |        |
| 2010 | Break Blade Movie 1: Kakusei no Toki                                     | Tetsurō Amino Nobuyoshi Habara     | 51m      | Adaptación del manga escrito e ilustrado por Yūnosuke Yoshinaga. Coproducción junto a XEBEC.                       |        |
| 2010 | Break Blade Movie 2: Ketsubetsu no Michi                                 | Tetsurō Amino Nobuyoshi Habara     | 51m      | Secuela de Break Blade Movie 1: Kakusei no Toki. Coproducción junto a XEBEC.                                       |        |
| 2010 | Loups=Garous                                                             | Junichi Fujisaku                   | 98m      | Adaptación de la novela escrita por Natsuhiko Kyougoku. Coproducción junto a Trans Arts.                           |        |
| 2010 | Break Blade Movie 3: Kyoujin no Ato                                      | Tetsurō Amino Nobuyoshi Habara     | 47m      | Secuela de Break Blade Movie 2: Ketsubetsu no Michi. Coproducción junto a XEBEC.                                   |        |
| 2010 | Break Blade Movie 4: Sanka no Chi                                        | Tetsurō Amino Nobuyoshi Habara     | 49m      | Secuela de Break Blade Movie 3: Kyoujin no Ato. Coproducción junto a XEBEC.                                        | [ 53 ] |
| 2011 | Break Blade Movie 5: Shisen no Hate                                      | Tetsurō Amino Nobuyoshi Habara     | 47m      | Secuela de Break Blade Movie 4: Sanka no Chi. Coproducción junto a XEBEC.                                          |        |
| 2011 | Tansu Warashi.                                                           | Kazuchika Kise                     | 23m      | Historia original.                                                                                                 | [ 53 ] |
| 2011 | Break Blade Movie 6: Doukoku no Toride                                   | Tetsurō Amino Nobuyoshi Habara     | 52m      | Secuela de Break Blade Movie 5: Shisen no Hate. Coproducción junto a XEBEC.                                        |        |
| 2011 | Ghost in the Shell: Stand Alone Complex Solid State Society              | Kenji Kamiyama                     | 108m     | Adaptación del manga escrito e ilustrado por Masamune Shirow.                                                      | [ 53 ] |
| 2011 | Sengoku Basara Movie: The Last Party                                     | Kazuya Nomura                      | 93m      | Secuela de Sengoku Basara Ni.                                                                                      |        |
| 2011 | Appleseed XIII Remix Movie 1: Yuigon                                     | Takayuki Hamana                    | 84m      | Historia original. Coproducción junto a Jinnis Animation Studios.                                                  |        |
| 2011 | Pokémon Best Wishes!: Victini to Shiroki Eiyuu Reshiram                  | Kunihiko Yuyama                    | 96m      | Parte de la franquicia Pokémon. Coproducción junto a OLM y XEBEC.                                                  |        |
| 2011 | Pokémon Best Wishes!: Victini to Kuroki Eiyuu Zekrom                     | Kunihiko Yuyama                    | 96m      | Parte de la franquicia Pokémon. Coproducción junto a OLM y XEBEC.                                                  |        |
| 2011 | Shin Tennis no Ouji-sama Movie 1: Futari no Samurai - The First Game     | Shunsuke Tada                      | 87m      | Adaptación del manga escrito e ilustrado por Takeshi Konomi.                                                       |        |
| 2011 | Appleseed XIII Remix Movie 2: Yogen                                      | Takayuki Hamana                    | 84m      | Secuela de Appleseed XIII Remix Movie 1: Yuigon. Coproducción junto a Jinnis Animation Studios.                    |        |
| 2012 | Momo e no Tegami                                                         | Hiroyuki Okiura                    | 120m     | Historia original.                                                                                                 |        |
| 2012 | Blood-C: The Last Dark                                                   | Naoyoshi Shiotani                  | 106m     | Secuela de Blood-C.                                                                                                |        |
| 2012 | Toshokan Sensou: Kakumei no Tsubasa                                      | Takayuki Hamana                    | 105m     | Secuela de Toshokan Sensou.                                                                                        |        |
| 2012 | 009 Re:Cyborg                                                            | Kenji Kamiyama                     | 103m     | Adaptación del manga escrito e ilustrado por Shōtarō Ishinomori. Coproducción junto a Sanzigen.                    | [ 53 ] |
| 2012 | Mass Effect: Paragon Lost                                                | Atsushi Takeuchi                   | 94m      | Adaptación del videojuego desarrollado por BioWare.                                                                |        |
| 2013 | Kick-Heart                                                               | Masaaki Yuasa                      | 12m      | Historia original.                                                                                                 |        |
| 2013 | Koukaku Kidoutai Arise: Ghost in the Shell - Border:1 Ghost Pain         | Masahiko Murata                    | 58m      | Adaptación del manga escrito e ilustrado por Masamune Shirow.                                                      |        |
| 2013 | Koukaku Kidoutai Arise: Ghost in the Shell - Border:2 Ghost Whispers     | Atsushi Takeuchi                   | 56m      | Secuela de Koukaku Kidoutai Arise: Ghost in the Shell - Border:1 Ghost Pain.                                       | [ 53 ] |
| 2014 | Giovanni no Shima                                                        | Mizuho Nishikubo                   | 102m     | Historia original.                                                                                                 |        |
| 2014 | Koukaku Kidoutai Arise: Ghost in the Shell - Border:3 Ghost Tears        | Kazuchika Kise                     | 58m      | Secuela de Koukaku Kidoutai Arise: Ghost in the Shell - Border:2 Ghost Whispers.                                   | [ 53 ] |
| 2014 | Koukaku Kidoutai Arise: Ghost in the Shell - Border:4 Ghost Stands Alone | Susumu Kudō Kazuchika Kise         | 59m      | Secuela de Koukaku Kidoutai Arise: Ghost in the Shell - Border:3 Ghost Tears.                                      |        |
| 2015 | Psycho-Pass Movie                                                        | Katsuyuki Motohiro                 | 113m     | Secuela de Psycho-Pass 2.                                                                                          |        |
| 2015 | Sarusuberi: Miss Hokusai                                                 | Keiichi Hara                       | 90m      | Adaptación del manga escrito e ilustrado por Hinako Sugiura.                                                       | [ 53 ] |
| 2015 | Ghost in the Shell: The New Movie                                        | Kazuchika Kise Kazuya Nomura       | 100m     | Adaptación del manga escrito e ilustrado por Masamune Shirow.                                                      | [ 53 ] |
| 2015 | Haikyū!! Movie 1: Owari to Hajimari                                      | Susumu Mitsunaka                   | 89m      | Adaptación del manga escrito e ilustrado por Haruichi Furudate.                                                    |        |
| 2015 | Haikyū!! Movie 2: Shousha to Haisha                                      | Susumu Mitsunaka                   | 88m      | Secuela de Haikyū!! Movie 1: Owari to Hajimari.                                                                    |        |
| 2016 | Kuroko no Basket Movie 1: Winter Cup - Kage to Hikari                    | Shunsuke Tada                      | 87m      | Adaptación del manga escrito e ilustrado por Tadatoshi Fujimaki.                                                   |        |
| 2016 | Kuroko no Basket Movie 2: Winter Cup - Namida no Saki e                  | Shunsuke Tada                      | 87m      | Secuela de Kuroko no Basket Movie 1: Winter Cup - Kage to Hikari.                                                  | [ 53 ] |
| 2016 | Kuroko no Basket Movie 3: Winter Cup - Tobira no Mukou                   | Shunsuke Tada                      | 88m      | Secuela de Kuroko no Basket Movie 2: Winter Cup - Namida no Saki e.                                                |        |
| 2017 | Kuroko no Basket Movie 4: Last Game                                      | Shunsuke Tada                      | 90m      | Secuela de Kuroko no Basket Movie 3: Winter Cup - Tobira no Mukou.                                                 |        |
| 2017 | Haikyū!! Movie 3: Sainou to Sense                                        | Susumu Mitsunaka                   | 89m      | Secuela de Haikyū!! Movie 2: Shousha to Haisha.                                                                    |        |
| 2017 | Haikyū!! Haikyū!! Movie 3: Sainou to Sense                               | Susumu Mitsunaka                   | 88m      | Secuela de Haikyū!! Movie 3: Sainou to Sense.                                                                      | [ 53 ] |
| 2018 | Tokimeki Restaurant☆☆☆ MIRACLE6 Movie                                    | Chiaki Kon                         | 56m      | Adaptación del videojueogo desarrollado por Konami.                                                                |        |
| 2018 | FLCL Alternative                                                         | Katsuyuki Motohiro                 | 135m     | Secuela de FLCL Progressive. Coproducción junto a Revoroot y NUT.                                                  | [ 53 ] |
| 2018 | FLCL Progressive                                                         | Katsuyuki Motohiro                 | 136m     | Secuela de FLCL. Coproducción junto a Production GoodBook y Signal.MD.                                             |        |
| 2019 | Psycho-Pass: Sinners of the System Case.1 - Tsumi to Batsu               | Naoyoshi Shiotani                  | 60m      | Secuela de Psycho-Pass Movie.                                                                                      |        |
| 2019 | Psycho-Pass: Sinners of the System Case.2 - First Guardian               | Naoyoshi Shiotani                  | 60m      | Secuela de Psycho-Pass: Sinners of the System Case.1 - Tsumi to Batsu.                                             |        |
| 2019 | Psycho-Pass: Sinners of the System Case.3 - Onshuu no Kanata ni＿＿      | Naoyoshi Shiotani                  | 67m      | Secuela de Psycho-Pass: Sinners of the System Case.2 - First Guardian.                                             |        |
| 2019 | Sōkyū no Fafner: Dead Aggressor - The Beyond                             | Takashi Noto                       | 84m      | Secuela de Sōkyū no Fafner: Dead Aggressor - Exodus Part 2. Coproducción junto a I.Gzwei y XEBEC.                  | [ 53 ] |
| 2019 | Ginga Eiyū Densetsu: Die Neue These - Seiran 1                           | Shunsuke Tada                      | 100m     | Secuela de Ginga Eiyū Densetsu: Die Neue These - Kaikou.                                                           |        |
| 2019 | Ginga Eiyū Densetsu: Die Neue These - Seiran 2                           | Shunsuke Tada                      | 100m     | Secuela de Ginga Eiyū Densetsu: Die Neue These - Seiran 1.                                                         |        |
| 2019 | Sōkyū no Fafner: Dead Aggressor - The Beyond Part 2                      | Takashi Noto                       | 100m     | Secuela de Sōkyū no Fafner: Dead Aggressor - The Beyond. Coproducción junto a I.Gzwei.                             |        |
| 2019 | Ginga Eiyū Densetsu: Die Neue These - Seiran 3                           | Shunsuke Tada                      | 100m     | Secuela de Ginga Eiyū Densetsu: Die Neue These - Seiran 2.                                                         |        |
| 2020 | Bem Movie: Become Human                                                  | Hiroshi Ikehata                    | 90m      | Secuela de Bem. |        |
| 2020 | Sōkyū no Fafner: Dead Aggressor - The Beyond Part 3                      | Takashi Noto                       | 78m      | Secuela de Sōkyū no Fafner: Dead Aggressor - The Beyond Part 2. Coproducción junto a I.Gzwei.                      |        |
| 2020 | Fate/Grand Order: Shinsei Entaku Ryouiki Camelot 2 - Paladin; Agateram   | Kazuto Arai                        | 96m      | Secuela de Fate/Grand Order: Shinsei Entaku Ryouiki Camelot 1 - Wandering; Agateram.                               |        |
| 2021 | Sōkyū no Fafner: Dead Aggressor - The Beyond Part 4                      | Takashi Noto                       | 78m      | Secuela de Sōkyū no Fafner: Dead Aggressor - The Beyond Part 3. Coproducción junto a I.Gzwei.                      | [ 53 ] |
| 2021 | Ghost in the Shell: SAC_2045 - Jizoku Kanou Sensou                       | Shinji Aramaki Kenji Kamiyama      | 118m     | Película recopilatoria de Ghost in the Shell: SAC_2045 con nuevas escenas. Coproducción junto a Sola Digital Arts. |        |
| 2022 | Shika no Ō                                                               | Masashi Ando Masayuki Miyaji       | 113m     | Adaptación de las novelas ligeras escritas por Nahoko Uehashi e ilustradas por Taro Sekiguchi.                     | [ 54 ] |
| 2022 | Deemo Movie: Sakura no Oto - Anata no Kanadeta Oto ga, Ima mo Hibiku     | Shūhei Matsushita                  | 89m      | Adaptación del videojuego desarrollado por Rayark.Inc. Coproducción junto a Signal.MD.                             |        |
| 2023 | Sōkyū no Fafner: Behind the Line                                         | Takashi Noto                       | 54m      | Historia original.                                                                                                 |        |
| 2023 | Rakudai Majo: Fuuka to Yami no Majo                                      | Takayuki Hamana                    | 60m      | Historia original.                                                                                                 |        |
| 2023 | Psycho-Pass Movie: Providence                                            | Naoyoshi Shiotani                  | 120m     | Secuela de Psycho-Pass 3: First Inspector.                                                                         |        |
| 2023 | The Concierge at Hokkyoku Department Store                               | Yoshimi Itazu                      | 70m      | Adaptación del manga escrito e ilustrado por Tsuchika Nishimura.                                                   | [ 55 ] |
| 2024 | Haikyū!! Movie: Gomisuteba no Kessen                                     | Susumu Mitsunaka                   | 85m      | Secuela de Haikyū!! To the Top Part 2.                                                                             | [ 56 ] |
| 2025 | Kaiju No. 8 Movie                                                        | Shigeyuki Miya Tomomi Kamiya       | —        | Película recopilatoria de la primera temporada de Kaiju No. 8.                                                     | [ 57 ] |

#### ONAs
| Año  | Título                                | Director(es)                                    | Fecha de primera transmisión | Fecha de última transmisión | Eps. | Notas | Refs.         |
| ---- | ------------------------------------- | ----------------------------------------------- | ---------------------------- | --------------------------- | ---- | --- | ------------- |
| 2005 | King of Fighters: Another Day         | Masaki Tachibana                                | 2 de diciembre de 2005       | 3 de marzo de 2006          | 4    | Adaptación del videojuego desarrollado por SNK.                                                                                       |               |
| 2008 | Chocolate Underground                 | Takayuki Hamana                                 | 12 de junio de 2008          | 4 de septiembre de 2008     | 13   | Adaptación de la novela escrita por Alex Shearer. Coproducción junto a Trans Arts.                                                    | [ 58 ]        |
| 2008 | Mugen Kouro                           | Soejima Yasufumi                                | 9 de octubre de 2008         | 29 de mayo de 2009          | 4    | Adaptación del videojuego desarrollado por Nude Maker y PlatinumGames. Coproducción junto a Gonzo.                                    |               |
| 2009 | Halo Legends                          | Varios directores                               | 7 de noviembre de 2009       | 16 de febrero de 2010       | 8    | Adaptación del videojuego desarrollado por Bungie. Coproducción con Bones, Studio 4 °C y Toei Animation.                              |               |
| 2012 | Next A-Class                          | Mizuho Nishikubo                                | 17 de noviembre de 2012      | 17 de noviembre de 2012     | 1    | Historia original. |               |
| 2013 | Mō Hitotsu no Mirai o.                | Kenji Kamiyama                                  | 11 de diciembre de 2013      | 13 de marzo de 2014         | 3    | Historia original. |               |
| 2016 | Noblesse: Awakening                   | Shunsuke Tada Yasutaka Yamamoto                 | 4 de febrero de 2016         | 4 de febrero de 2016        | 1    | Adaptación del manhwa escrito por Son Jae-Ho e ilustrado por Lee Gwang-Su.                                                            | [ 59 ]        |
| 2016 | Star Fox Zero: The Battle Begins      | Kyoji Asano                                     | 20 de abril de 2016          | 20 de abril de 2016         | 1    | Adaptación del videojuego desarrollado por Nintendo EPD y PlatinumGames. Coproducción junto a Wit Studio.                             |               |
| 2017 | Africa no Salaryman                   | Tetsuya Tatamitani                              | 5 de junio de 2017           | 30 de junio de 2017         | 10   | Adaptación del manga escrito e ilustrado por Gamu.                                                                                    |               |
| 2017 | Neo Yokio                             | Kazuhiro Furuhashi Junji Nishimura Anthony Chun | 22 de septiembre de 2017     | 22 de septiembre de 2017    | 6    | Historia original. Coproducción junto a Studio Deen y MOI Animation.                                                                  | [ 60 ]        |
| 2018 | B: The Beginning                      | Kazuto Nakazawa Yoshiki Yamakawa                | 2 de marzo de 2018           | 2 de marzo de 2018          | 12   | Historia original. | [ 61 ]        |
| 2018 | Sword Gai The Animation               | Takahiro Ikezoe Tomohito Naka                   | 23 de marzo de 2018          | 23 de marzo de 2018         | 12   | Adaptación del manga escrito por Inoue Toshiki e ilustrado por Keita Amemiya y Wosamu Kine. Coproducción junto a DLE y LandQ studios. |               |
| 2018 | Sword Gai The Animation Part II       | Takahiro Ikezoe Tomohito Naka                   | 30 de julio de 2018          | 30 de julio de 2018         | 12   | Secuela de Sword Gai The Animation. Coproducción junto a DLE y LandQ studios.                                                         |               |
| 2019 | Ultraman                              | Kenji Kamiyama                                  | 1 de abril de 2019           | 1 de abril de 2019          | 13   | Adaptación del manga escrito por Eiichi Shimizu e ilustrado por Tomohiro Shimoguchi. Coproducción junto a Sola Digital Arts.          |               |
| 2020 | Sol Levante                           | Akira Saitō                                     | 2 de abril de 2020           | 2 de abril de 2020          | 1    | Historia original. | [ 62 ]        |
| 2020 | Ghost in the Shell: SAC_2045          | Shinji Aramaki Kenji Kamiyama                   | 23 de abril de 2020          | 23 de abril de 2020         | 12   | Adaptación del manga escrito e ilustrado por Masamune Shirow. Coproducción junto a Sola Digital Arts.                                 |               |
| 2021 | B: The Beginning Succession           | Kazuto Nakazawa Itsuro Kawasaki                 | 18 de marzo de 2021          | 18 de marzo de 2021         | 6    | Secuela de B: The Beginning. | [ 63 ]        |
| 2021 | Star Wars: Visions: The Ninth Jedi    | Kenji Kamiyama                                  | 22 de septiembre de 2021     | 22 de septiembre de 2021    | 9    | Antología basada en Star Wars. | [ 64 ]        |
| 2022 | Ultraman Season 2                     | Kenji Kamiyama                                  | 14 de abril de 2022          | 14 de abril de 2022         | 6    | Secuela de Ultraman. Coproducción junto a Sola Digital Arts.                                                                          |               |
| 2022 | Ghost in the Shell: SAC_2045 Season 2 | Shinji Aramaki Kenji Kamiyama                   | 23 de mayo de 2022           | 23 de mayo de 2022          | 12   | Secuela de Ghost in the Shell: SAC_2045. Coproducción junto a Sola Digital Arts.                                                      |               |
| 2023 | Ultraman Final                        | Kenji Kamiyama                                  | 11 de mayo de 2023           | 11 de mayo de 2023          | 12   | Secuela de Ultraman Season 2. Coproducción junto a Sola Digital Arts.                                                                 |               |
| 2024 | Kimi ni Todoke 3rd Season             | Kenichi Matsuzawa                               | 1 de agosto de 2024          | 1 de agosto de 2024         | 6    | Secuela de Kimi ni Todoke 2nd Season.                                                                                                 | [ 65 ] [ 66 ] |
| 2024 | Terminator Zero                       | Masashi Kudō                                    | 29 de agosto de 2024         | 29 de agosto de 2024        | 8    | Serie basada en la franquicia Terminator.                                                                                             | [ 67 ] [ 68 ] |
| —    | BRZRKR                                | —                                               | —                            | —                           | —    | Adaptación del cómic escrito por Keanu Reeves y Matt Kindt e ilustrado por Ron Garney.                                                | [ 69 ]        |

#### OVAs
| Año  | Título                                                      | Director(es)                                                                                   | Fecha de primera transmisión | Fecha de última transmisión | Eps. | Notas | Refs.  |
| ---- | ----------------------------------------------------------- | ---------------------------------------------------------------------------------------------- | ---------------------------- | --------------------------- | ---- | --- | ------ |
| 1988 | Akai Koudan Zillion: Utahime Yakyoku                        | Mizuho Nishikubo                                                                               | 21 de junio de 1988          | 21 de junio de 1988         | 1    | Historia original.                                                                                                |        |
| 1990 | Yagami-kun no Katei no Jijou                                | Shinya Sadamitsu                                                                               | 25 de mayo de 1990           | 25 de mayo de 1990          | 3    | Adaptación del manga escrito e ilustrado por Kei Kusunoki. Coproducción junto a Kitty Films.                      |        |
| 1990 | Mainichi ga Nichiyōbi                                       | Yuusaku Saotome                                                                                | 10 de septiembre de 1990     | 25 de octubre de 1992       | 6    | Adaptación del manga escrito e ilustrado por Yuzo Takada. Coproducción junto a Group TAC.                         |        |
| 1990 | Shiawase no Katachi                                         | Shinya Sadamitsu                                                                               | 5 de octubre de 1990         | 5 de abril de 1991          | 4    | Adaptación del manga escrito e ilustrado por Tamakichi Sakura.                                                    |        |
| 1991 | Little Polar Bear: Shirokuma-kun, Fune ni Noru              | Masatsugu Arakawa                                                                              | 1 de diciembre de 1991       | 1 de diciembre de 1991      | 1    | Historia original. Coproducción junto a animate Film.                                                             |        |
| 1991 | Otohime Connection                                          | Takayuki Gotō                                                                                  | 1 de diciembre de 1991       | 1 de diciembre de 1991      | 1    | Adaptación del manga escrito e ilustrado por Kazumi Ooya. Coproducción junto a animate Film.                      |        |
| 1992 | Video Girl Ai                                               | Mizuho Nishikubo                                                                               | 27 de marzo de 1992          | 28 de agosto de 1992        | 6    | Adaptación del manga escrito e ilustrado por Masakazu Katsura.                                                    | [ 53 ] |
| 1992 | Seikima II Humane Society: Jinrui Ai ni Michita Shakai      | Jun Kamiya                                                                                     | 1 de julio de 1992           | 1 de julio de 1992          | 1    | Historia original. Coproducción junto a animate Film.                                                             |        |
| 1993 | Dragon Half                                                 | Shinya Sadamitsu                                                                               | 26 de marzo de 1993          | 28 de mayo de 1993          | 2    | Adaptación del manga escrito e ilustrado por Ryūsuke Mita.                                                        |        |
| 1993 | Ryuuseiki Gakusaver                                         | Shinya Sadamitsu                                                                               | 21 de agosto de 1993         | 24 de marzo de 1994         | 6    | Historia original.                                                                                                |        |
| 1993 | Girl from Phantasia                                         | Jun Kamiya                                                                                     | 26 de noviembre de 1993      | 26 de noviembre de 1993     | 1    | Adaptación del manga escrito e ilustrado por Akane Nagano.                                                        | [ 70 ] |
| 1993 | Boku no Chikyū o Mamotte                                    | Kazuo Yamazaki                                                                                 | 17 de diciembre de 1993      | 23 de septiembre de 1994    | 6    | Adaptación del manga escrito e ilustrado por Saki Hiwatari.                                                       |        |
| 1994 | B.B. Fish                                                   | Mamoru Hamatsu                                                                                 | 25 de febrero de 1994        | 25 de febrero de 1994       | 1    | Adaptación del manga escrito e ilustrado por Shou Kitagawa.                                                       |        |
| 1994 | Bakuen Campus Guardress                                     | Toshihiko Nishikubo                                                                            | 27 de mayo de 1994           | 25 de noviembre de 1994     | 4    | Historia original.                                                                                                |        |
| 1996 | Tokumu Sentai Shinesman                                     | Shinya Sadamitsu                                                                               | 21 de febrero de 1996        | 21 de febrero de 1996       | 2    | Adaptación del manga escrito e ilustrado por Kaimu Tachibana.                                                     |        |
| 1996 | Blue Seed 1.5                                               | Jun Kamiya                                                                                     | 21 de junio de 1996          | 21 de junio de 1996         | 2    | Adaptación del manga escrito e ilustrado por Yuzo Takada.                                                         |        |
| 1996 | Blue Seed 2                                                 | Jun Kamiya                                                                                     | 24 de julio de 1996          | 4 de febrero de 1998        | 3    | Secuela de Blue Seed. Coproducción junto a XEBEC.                                                                 | [ 53 ] |
| 1996 | Panzer Dragoon                                              | Shinji Takagi                                                                                  | 25 de octubre de 1996        | 25 de octubre de 1996       | 1    | Adaptación del videojuego desarrollado por Team Andromeda y Smilebit. Coproducción junto a General Entertainment. | [ 53 ] |
| 1996 | Bronze: Zetsuai Since 1989                                  | Itsuru Kawasaki                                                                                | 4 de diciembre de 1996       | 4 de diciembre de 1996      | 1    | Adaptación del manga escrito e ilustrado por Minami Ozaki.                                                        |        |
| 1998 | One Piece: Taose! Kaizoku Ganzack                           | Goro Taniguchi                                                                                 | 26 de julio de 1998          | 26 de julio de 1998         | 1    | Adaptación del manga escrito e ilustrado por Eiichirō Oda.                                                        |        |
| 2000 | FLCL                                                        | Kazuya Tsurumaki Masahiko Otsuka Shōji Saeki Takeshi Ando                                      | 26 de abril de 2000          | 16 de marzo de 2001         | 6    | Historia original. Coproducción junto a Gainax.                                                                   | [ 53 ] |
| 2001 | Jikuu Ihoujin Kyoko: Chocola ni Omakase!                    | Masatsugu Arakawa                                                                              | 2 de agosto de 2001          | 2 de agosto de 2001         | 1    | Adaptación del manga escrito e ilustrado por Arina Tanemura. Coproducción junto a Ashi Productions.               |        |
| 2001 | Good Morning Call                                           | Takayuki Hamana                                                                                | 2 de agosto de 2001          | 2 de agosto de 2001         | 1    | Adaptación del manga escrito e ilustrado por Yue Takasuka.                                                        |        |
| 2001 | Kai Doh Maru                                                | Kanji Wakabayashi                                                                              | 19 de diciembre de 2001      | 19 de diciembre de 2001     | 1    | Historia original.                                                                                                |        |
| 2003 | The Prince of Tennis: Sonzoku Yama no Hi                    | Takayuki Hamana                                                                                | 2003                         | 2003                        | 1    | Adaptación del manga escrito e ilustrado por Takeshi Konomi.                                                      | [ 53 ] |
| 2007 | Blame! Prologue                                             | Shigeyuki Watanabe                                                                             | 7 de septiembre de 2007      | 7 de septiembre de 2007     | 2    | Adaptación del manga escrito e ilustrado por Tsutomu Nihei.                                                       |        |
| 2007 | Tsubasa: Tokyo Revelations                                  | Shunsuke Tada                                                                                  | 16 de noviembre de 2007      | 17 de marzo de 2008         | 3    | Adaptación del manga escrito e ilustrado por CLAMP.                                                               |        |
| 2007 | Tokyo Marble Chocolate                                      | Naoyoshi Shiotani                                                                              | 5 de diciembre de 2007       | 5 de diciembre de 2007      | 2    | Historia original.                                                                                                | [ 53 ] |
| 2008 | Batman: Gotham Knight                                       | Shojiro Nishimi Futoshi Higashide Hiroshi Morioka Yasuhiro Aoki Toshiyuki Kubooka Jong-Sik Nam | 8 de julio de 2008           | 8 de julio de 2008          | 6    | Coproducción junto a Bee Train, Madhouse y Studio 4°C.                                                            | [ 53 ] |
| 2009 | Abunai Sisters: Koko & Mika                                 | Hiroyuki Nakao                                                                                 | 15 de enero de 2009          | 5 de marzo de 2009          | 10   | Historia original.                                                                                                |        |
| 2009 | xxxHOLiC Shunmuki                                           | Tsutomu Mizushima                                                                              | 17 de febrero de 2009        | 23 de junio de 2009         | 2    | Secuela de xxxHOLiC◆Kei.                                                                                          |        |
| 2009 | Tsubasa: Shunraiki                                          | Shunsuke Tada                                                                                  | 17 de marzo de 2009          | 15 de mayo de 2009          | 2    | Secuela de Tsubasa: Tokyo Revelations.                                                                            |        |
| 2009 | Shoujo Fight: Norainu-tachi no Odekake                      | Shunsuke Tada                                                                                  | 23 de octubre de 2009        | 23 de octubre de 2009       | 1    | Adaptación del manga escrito e ilustrado por Yoko Nihonbashi.                                                     |        |
| 2009 | "Bungaku Shōjo" Kyō no Oyatsu: Hatsukoi                     | Shunsuke Tada                                                                                  | 26 de diciembre de 2009      | 26 de diciembre de 2009     | 1    | Adaptación de las novelas ligeras escritas por Mizuki Nomura e ilustradas por Miho Takeoka.                       | [ 53 ] |
| 2010 | Yondemasu Yo, Azazel-san                                    | Tsutomu Mizushima                                                                              | 23 de febrero de 2010        | 23 de junio de 2014         | 5    | Adaptación del manga escrito e ilustrado por Yasuhisa Kubo.                                                       |        |
| 2010 | xxxHOLiC Rou                                                | Tsutomu Mizushima                                                                              | 23 de abril de 2010          | 9 de marzo de 2011          | 2    | Secuela de xxxHOLiC Shunmuki.                                                                                     |        |
| 2010 | "Bungaku Shōjo" Memoire                                     | Shunsuke Tada                                                                                  | 25 de junio de 2010          | 24 de diciembre de 2010     | 3    | Adaptación de las novelas ligeras escritas por Mizuki Nomura e ilustradas por Miho Takeoka.                       |        |
| 2010 | Je T'aime                                                   | Mamoru Oshii                                                                                   | 6 de julio de 2010           | 6 de julio de 2010          | 1    | Historia original.                                                                                                |        |
| 2011 | Appleseed XIII                                              | Takayuki Hamana                                                                                | 3 de junio de 2011           | 25 de enero de 2012         | 13   | Historia original. Coproducción junto a varios estudios.                                                          | [ 71 ] |
| 2011 | The Prince of Tennis: Another Story II - Ano Toki no Bokura | Shunsuke Tada                                                                                  | 26 de agosto de 2011         | 26 de octubre de 2011       | 4    | Secuela de The Prince of Tennis: Another Story - Kako to Mirai no Message.                                        |        |
| 2012 | Guilty Crown: Lost Christmas - An Episode of Port Town      | Shinpei Ezaki                                                                                  | 26 de julio de 2012          | 26 de julio de 2012         | 1    | Historia original.                                                                                                |        |
| 2013 | Vassalord.                                                  | Kazuto Nakazawa                                                                                | 15 de marzo de 2013          | 15 de marzo de 2013         | 1    | Adaptación del manga escrito e ilustrado por Nanae Chrono.                                                        | [ 72 ] |
| 2013 | Kuroko no Basket: Baka ja Katenai no yo!                    | Shunsuke Tada                                                                                  | 4 de diciembre de 2013       | 4 de diciembre de 2013      | 1    | Adaptación del manga escrito e ilustrado por Tadatoshi Fujimaki.                                                  |        |
| 2013 | Genshiken Nidaime OVA                                       | Tsutomu Mizushima                                                                              | 20 de diciembre de 2013      | 20 de diciembre de 2013     | 1    | Secuela de Genshiken 2.                                                                                           |        |
| 2014 | Ao Haru Ride OVA                                            | Ai Yoshimura                                                                                   | 25 de agosto de 2014         | 12 de diciembre de 2014     | 2    | Adaptación del manga escrito e ilustrado por Io Sakisaka.                                                         |        |
| 2014 | Suisei no Gargantia: Meguru Kouro, Haruka                   | Kazuya Murata                                                                                  | 27 de septiembre de 2014     | 4 de abril de 2015          | 2    | Secuela de Suisei no Gargantia.                                                                                   |        |
| 2014 | Shin Tennis no Ouji-sama vs. Genius 10                      | Shunsuke Tada                                                                                  | 29 de octubre de 2014        | 26 de junio de 2015         | 10   | Secuela de Shin Tennis no Ouji-sama. Coproducción junto a M.S.C.                                                  |        |
| 2014 | Daiya no Ace OVA                                            | Takayuki Hamana                                                                                | 17 de noviembre de 2014      | 17 de marzo de 2015         | 3    | Adaptación del manga escrito e ilustrado por Yuji Terajima. Coproducción junto a Madhouse.                        |        |
| 2015 | Haikyū!! Lev Genzan!                                        | Susumu Mitsunaka                                                                               | 4 de marzo de 2015           | 4 de marzo de 2015          | 1    | Adaptación del manga escrito e ilustrado por Haruichi Furudate.                                                   | [ 53 ] |
| 2016 | Haikyū!! vs. "Akaten"                                       | Susumu Mitsunaka                                                                               | 2 de mayo de 2016            | 2 de mayo de 2016           | 1    | Adaptación del manga escrito e ilustrado por Haruichi Furudate.                                                   |        |
| 2016 | Daiya no Ace: Second Season OVA                             | Takayuki Hamana                                                                                | 15 de agosto de 2016         | 17 de octubre de 2016       | 2    | Adaptación del manga escrito e ilustrado por Yuji Terajima. Coproducción junto a Madhouse.                        | [ 53 ] |
| 2017 | Haikyū!! Tokushuu! Haru-kou Volley ni Kaketa Seishun        | Susumu Mitsunaka                                                                               | 4 de agosto de 2017          | 4 de agosto de 2017         | 1    | Adaptación del manga escrito e ilustrado por Haruichi Furudate.                                                   | [ 53 ] |
| 2020 | Haikyū!!: Riku vs. Kuu                                      | Masako Satō                                                                                    | 22 de enero de 2020          | 22 de enero de 2020         | 1    | Secuela de Haikyū!! Karasuno Koukou vs. Shiratorizawa Gakuen Koukou.                                              |        |
| 2020 | Kabukichō Sherlock OVA                                      | Ai Yoshimura                                                                                   | 26 de agosto de 2020         | 26 de agosto de 2020        | 6    | Historia original.                                                                                                |        |
| 2022 | Yūkoku no Moriarty OVA                                      | Kazuya Nomura                                                                                  | 27 de abril de 2022          | 27 de abril de 2022         | 2    | Adaptación del manga escrito por Ryōsuke Takeuchi e ilustrado por Hikaru Miyoshi.                                 |        |

#### Especiales
| Año  | Título                           | Director(es)                 | Fecha de primera transmisión | Fecha de última transmisión | Eps. | Notas                                                                          | Refs.  |
| ---- | -------------------------------- | ---------------------------- | ---------------------------- | --------------------------- | ---- | ------------------------------------------------------------------------------ | ------ |
| 2025 | Kaiju No. 8: Hoshina no Kyūjitsu | Shigeyuki Miya Tomomi Kamiya | 28 de marzo de 2025          | 28 de marzo de 2025         | 1    | Episodio especial lanzado junto a la película recopilatoria Kaiju No. 8 Movie. | [ 57 ] |

### Acción real
| Año  | Título                    | Notas                                 | Refs. |
| ---- | ------------------------- | ------------------------------------- | ----- |
| 1992 | Talking Head              | Escenas animadas                      |       |
| 2003 | Kill Bill: Volumen 1      | Escenas animadas                      |       |
| 2010 | Kimi ni Todoke            | Comité de producción                  |       |
| 2011 | Kami Voice                | Producción de anime                   |       |
| 2013 | Platinum Data             | Animaciones                           |       |
| 2013 | With Mr. Mugiko           |                                       |       |
| 2015 | Maku ga Agaru             | Coproducción con Robot Communications |       |
| 2016 | Garm Wars: The Last Druid |                                       |       |

## Videojuegos
En la industria de los videojuegos ha desarrollado introducciones, escenas de corte e ilustraciones, como los realizados para la serie RPG del estudio Namco Tales Studio, Tales of.
| Año  | Título                                             |
| ---- | -------------------------------------------------- |
| 1997 | Tales of Destiny (PS)                              |
| 1998 | Xenogears                                          |
| 1998 | Sakura Wars 2: Thou Shalt Not Die                  |
| 1998 | Double Cast                                        |
| 1998 | Embrace the season                                 |
| 1998 | Sampaguita                                         |
| 1998 | Yukimiri no Hana                                   |
| 1999 | Tales of Phantasia (PS)                            |
| 1999 | Ace Combat 3: Electrosphere                        |
| 1999 | Wild Arms 2                                        |
| 1999 | LOVE&DESTROY                                       |
| 1999 | Valkyrie Profile                                   |
| 2000 | PoPoLoCrois II                                     |
| 2000 | SCANDAL                                            |
| 2000 | Tales of Eternia                                   |
| 2000 | Blood: The Last Vampire                            |
| 2001 | Sakura Wars 3: Is Paris Burning?                   |
| 2001 | Summon Night 2                                     |
| 2002 | Sakura Wars 4: Fall in Love, Maidens               |
| 2002 | Surveillance Kanshisha                             |
| 2002 | Tales of Destiny 2                                 |
| 2003 | Tales of Symphonia                                 |
| 2003 | OVER THE MONOCHROME RAINBOW featuring SHOGO HAMADA |
| 2004 | Tales of Rebirth                                   |
| 2005 | Namco × Capcom                                     |
| 2005 | Jikkyō Powerful Pro Yakyū 12                       |
| 2005 | Tales of Legendia                                  |
| 2005 | Tales of the Abyss                                 |
| 2006 | Sonic Riders                                       |
| 2006 | Children of Mana                                   |
| 2006 | Tales of the Tempest                               |
| 2006 | Summon Night 4                                     |
| 2006 | Tales of Destiny (PS2)                             |
| 2006 | Tales of the World: Radiant Mythology              |
| 2007 | Tales of Innocence                                 |
| 2007 | Star Ocean: First Departure                        |
| 2008 | Star Ocean: The Second Story                       |
| 2008 | Tales of Symphonia: Dawn of the New World          |
| 2008 | Wario Land: The Shake Dimension                    |
| 2008 | Tales of Vesperia                                  |
| 2008 | Tales of Hearts                                    |
| 2009 | Tales of the World: Radiant Mythology 2            |
| 2009 | Infinite Space                                     |
| 2009 | Tales of VS.                                       |
| 2009 | Tales of Vesperia (PS3)                            |
| 2009 | Tales of Graces                                    |
| 2010 | Tales of Phantasia: Narikiri Dungeon X             |
| 2011 | Valkyria Chronicles III                            |
| 2011 | Tales of the World: Radiant Mythology 3            |
| 2011 | My Sweet Umadonna                                  |
| 2011 | BlazBlue: Continuum Shift Extend                   |
| 2012 | Tales of Innocence R                               |
| 2014 | BlazBlue: Central Fiction                          |
| 2015 | BlazBlue: Chrono Phantasma Extend                  |
| 2016 | Persona 5                                          |